# Braindead (banda)
Os Braindead foram uma banda portuguesa formada em Almada em 1988. 

## História
Antes dos Da Weasel, João Nobre fundou e tocou guitarra nos Braindead, banda de Almada que começou por tocar thrash metal mas que, ao chegar ao primeiro álbum, alienou parte dos seguidores com influências de funk metal e rap, estilos que desabrochariam em todo o seu esplendor ao longo dos anos 90. 
"Blend" foi o primeiro disco de uma banda portuguesa a cantar em inglês editado pela Valentim de Carvalho. O disco é bem recebido e faz dos Braindead uma banda com uma boa aceitação da parte do público.
Segue depois o próximo disco, “Room Landscapes” de 1994, último registo da banda e recebido de uma forma menos calorosa. 
Em 1996 o grupo faria descer o pano da sua carreira em definitivo. João Nobre (Jay Jay Neige) segue para os Da Weasel e Vasco Vaz nos Mão Morta. 

## Membros

### Actuais
- Michael Stewart - voz
- Nuno Espírito Santo - baixo
- João Nobre - guitarra
- Vasco Vaz - guitarra
- Guilherme Silva - bateria

### Antigos
- Marco Franco - bateria
- Marco Cesário - bateria
- João Fonseca - baixo

## Discografia

### Álbuns
- The Human Remnants Of... (Cassette - 1988)
- The Final Judgement (Cassette - 1988)
- Blend (CD - 1993)
- Room Landscapes (CD - 1995)